# Ferroal·luaudita
La ferroal·luaudita és un mineral de la classe dels fosfats, que pertany al grup de l'al·luaudita. Rep el seu nom en al·lusió a la composició, que conté ferro dominant, i per la seva relació amb l'al·luaudita.

## Característiques
La ferroal·luaudita és un fosfat de fórmula química NaFe2+Fe3+
2(PO₄)₃. Cristal·litza en el sistema monoclínic. La seva duresa a l'escala de Mohs es troba entre 5 i 5,5. Pertany al grup de l'al·luaudita, i la nomenclatura d'algunes espècies d'aquest grup van sofrir un canvi que pot portar a confusió: la ferroal·luaudita era anteriorment al·luauditea i l'al·luaudita actual era anteriorment manganoal·luaudita.
Segons la classificació de Nickel-Strunz, la ferroal·luaudita pertany a «08.AC: Fosfats, etc. sense anions addicionals, sense H₂O, amb cations de mida mitjana i gran» juntament amb els següents minerals: howardevansita, alluaudita, arseniopleïta, caryinita, hagendorfita, johil·lerita, maghagendorfita, nickenichita, varulita, ferrohagendorfita, bradaczekita, yazganita, groatita, bobfergusonita, ferrowyl·lieïta, qingheiïta, rosemaryita, wyl·lieïta, ferrorosemaryita, qingheiïta-(Fe2+), manitobaïta, marićita, berzeliïta, manganberzeliïta, palenzonaïta, schäferita, brianita, vitusita-(Ce), olgita, barioolgita, whitlockita, estronciowhitlockita, merrillita, tuïta, ferromerrillita, bobdownsita, chladniïta, fil·lowita, johnsomervilleïta, galileiïta, stornesita-(Y), xenofil·lita, harrisonita, kosnarita, panethita, stanfieldita, ronneburgita, tillmannsita i filatovita.

## Formació i jaciments
Es presenta com un producte de l'alteració de la varulita i l'arrojadita-(KFe). Va ser descoberta a Chanteloube, a Razès, a l'Alta Viena (Nova Aquitània, França). També ha estat descrita en altres indrets, però els seus jaciments són molt escassos.